# Noah Chivuta
Noah Chivuta (Ndola, 25 dicembre 1983) è un ex calciatore zambiano, di ruolo centrocampista.

## Palmarès

### Club

#### Competizioni nazionali
- Premier Soccer League (Sudafrica): 1

SuperSport United: 2008-2009

### Nazionale
- Coppa d'Africa: 1

2012